# Volvo Masters of Asia

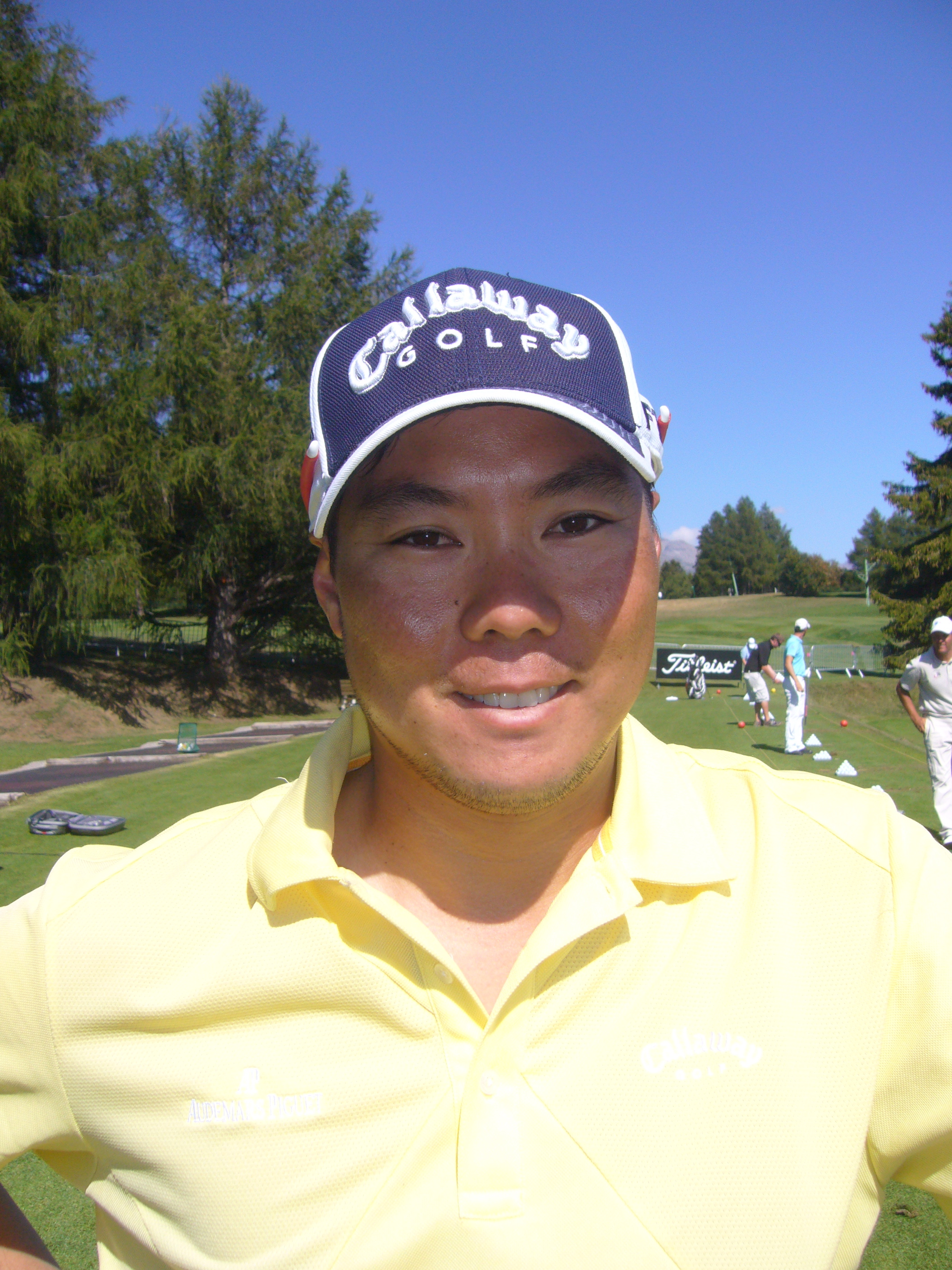
winnaar 2008

De Volvo Masters of Asia was het laatste toernooi van de Aziatische PGA Tour.
De laatste editie werd gehouden in 2008.
De Volvo Masters in Azië was de eerste jaren bestemd voor de top-60 spelers van de Aziatische Tour. Het laatste jaar werden 65 spelers toegelaten.
De winnaar kreeg 20 punten voor de Official World Golf Ranking en een Waterford kristallen bokaal.

## Winnaars
| Jaar | Baan                                        | Winnaar           | Prijzengeld | Informatie  |
| ---- | ------------------------------------------- | ----------------- | ----------- | ----------- |
| 2002 | Kota Permai Golf and Country Club, Maleisië | Kevin Na          |             |             |
| 2003 | Bangkok Golf Club, Thailand                 | Thongchai Jaidee  |             |             |
| 2004 | Kota Permai Golf and Country Club, Maleisië | Jyoti Randhawa po | US$ 550.000 |             |
| 2005 | Thai Country Club, Thailand                 | Shiv Kapur        | US$ 600.000 |             |
| 2006 | Thai Country Club, Thailand                 | Thongchai Jaidee  | US$ 650.000 |             |
| 2007 | Thai Country Club, Thailand                 | Prayad Marksaeng  | US$ 750.000 |             |
| 2008 | Thai Country Club, Thailand                 | Chih-bing Lam     | US$ 750.000 | [dode link] |

po: Rhandawa won op de 2de hole van de sudden death play-off van Australiër Terry Pilkadaris.